# Ypypuera esquisita
Espèce
Ypypuera esquisita est une espèce d'araignées aranéomorphes de la famille des Hersiliidae.

## Distribution
Cette espèce est endémique de la province de Los Ríos en Équateur,.

## Description
La femelle holotype mesure 7,70 mm.

## Publication originale
- Rheims & Brescovit, 2004 : Revision and cladistic analysis of the spider family Hersiliidae (Arachnida, Araneae) with emphasis on Neotropical and Nearctic species. Insect Systematics & Evolution, vol. 35, no 2, p. 189-239.